# Deniz Aytekin
Deniz Aytekin (Nuremberga, 21 de julho de 1978) é um árbitro de futebol alemão. Apita partidas da Bundesliga, 2. Bundesliga e competições da UEFA.